# Aïn Bni Mathar
Aïn Bni Mathar (arabiska: عين بني مطهر) är en stad i Marocko. Den ligger i provinsen Jerada och regionen Oriental, 400 km öster om huvudstaden Rabat. Antalet invånare var 16 289 vid folkräkningen 2014.